# Etienne Ys
Etienne Ys (Curaçao, 26 febbraio 1962) è un politico olandese, di Curaçao, che ha ricoperto la carica di Primo ministro delle Antille Olandesi per due volte, da giugno 2002 a luglio 2003 e da giugno 2004 a marzo 2006.

## Biografia
Nato sull'isola caraibica di Curaçao, facente parte delle Antille Olandesi quando esse avevano ancora lo status di nazione costitutiva dei Paesi Bassi, nel 1962, Etienne Nestor Ys ha studiato giurisprudenza all'Università di Groninga laureandosi in diritto tributario nel 1985.
Rientrato nella Antille Olandesi, Ys iniziò a lavorare come ispettore fiscale per il governo locale e, nel 1994, divenne ministro delle finanze delle Antille Olandesi, carica che mantenne fino al 1995, divenendo in seguito membro del consiglio insulare dell'isola di Curaçao.
Il 3 giugno 2002, Ys è stato nominato Primo ministro delle Antille Olandesi con il suo partito, allora chiamato Partito per le Antille Restaurate (in olandese: Partij voor Geherstructureerde Antillen), che ha ottenuto il secondo numero di preferenze alle elezioni, venendo poi sostituito il 22 luglio 2003 da Ben Komproe, ma prendendo poi nuovamente il potere, dopo un altro cambio di governo che aveva portato al potere Mirna Louisa-Godett, il 4 giugno 2004. Il 20 novembre 2005, il suo gabinetto sembrava nuovamente in procinto di cadere dopo che l'isola di Bonaire annunciò che avrebbe lasciato il governo di coalizione. Il 23 novembre, la crisi sembrò essere scongiurata ma alla fine anche il secondo gabinetto Ys cadde, con le nuove elezioni generali, che si tennero nel gennaio 2006, vinte da Emily de Jongh-Elhage, la nuova leader del partito di Ys.
Dopo le elezioni generali di Curaçao del 2017, quando le Antille Olandesi avevano ormai cessato di esistere come entità unitaria da 7 anni e l'isola caraibica era diventata essa stessa una nazione costituente dei Paesi Bassi, Ys fu nominato informateur, con il compito di trovare sufficienti punti d'accordo tra i vincitori delle elezioni per identificare una probabile coalizione.

Dopo la formazione del nuovo governo, presieduto da Eugene Rhuggenaath, Ys è stato nominato presidente del consiglio di amministrazione della Banca Centrale di Curaçao e Sint Maarten.